# Letní škola slovanských studií

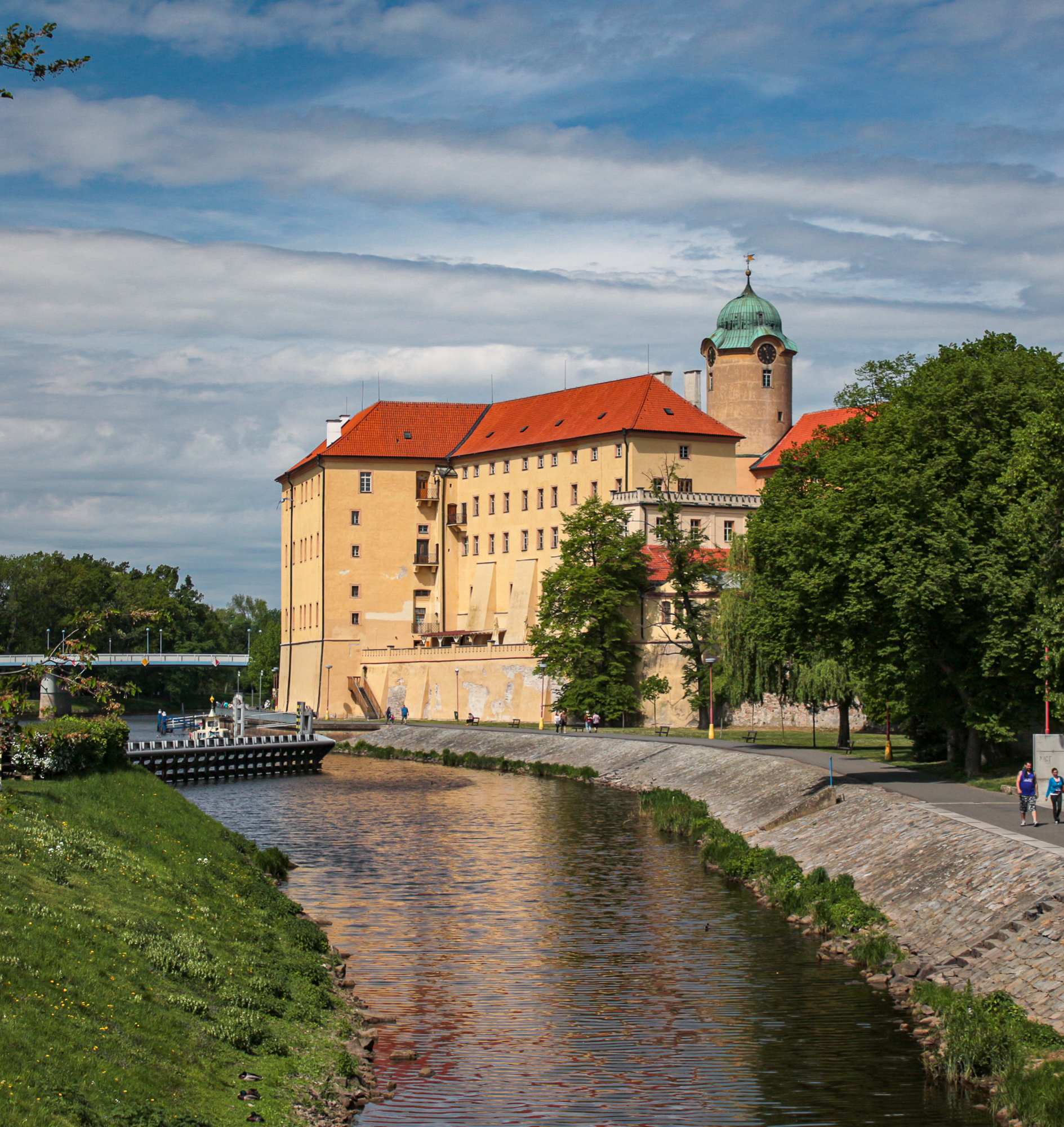
Poděbradský zámek, sídlo Studijního střediska Ústavu jazykové a odborné přípravy UK, jedno z tradičních míst konání Letní školy slovanských studií

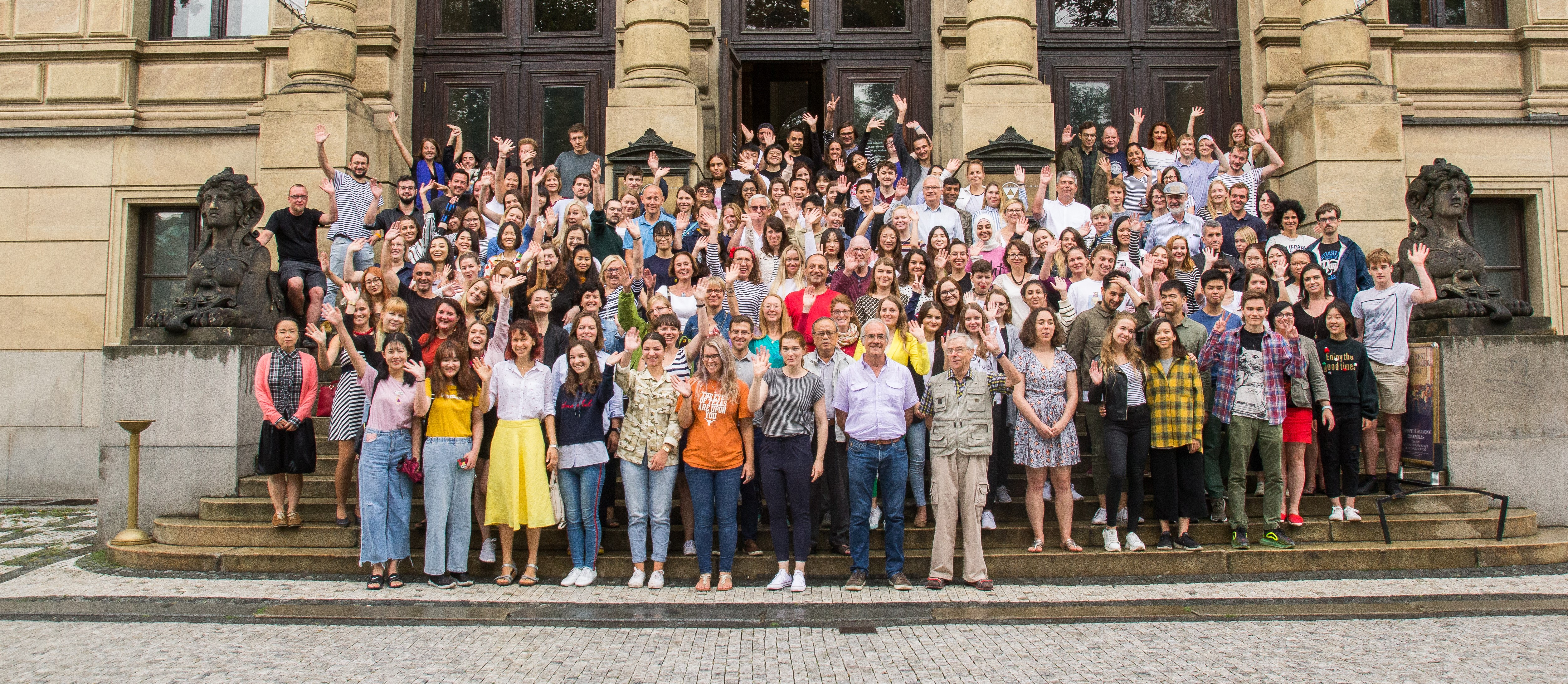
Účastníci pražské Letní školy slovanských studií v roce 2022

Letní škola slovanských studií, zkratkou LŠSS, je letní kurz češtiny, české kultury a historie, který je pořádán pro zahraniční studenty na různých místech Česka pod záštitou ministerstva školství České republiky. Kurz se obvykle koná jeden měsíc v prázdninovém období. První se uskutečnil roku 1948 z iniciativy ředitele Slovanského ústavu Alberta Pražáka. Krom Slovanského ústavu byla pořadatelem prvního kurzu též Filozofická fakulta Univerzity Karlovy. Druhý ročník se konal v roce 1949, a pak přišla pauza. Třetí ročník se konal až roku 1959. Od té doby se letní škola pořádá každoročně (výjimkou byl rok 2020, kdy konání zhatila epidemie covidu). K roku 2021 (64. ročník) organizátoři uváděli, že letní školu navštívilo v celé její historii 9000 studentů z více než 60 zemí světa. Povětšinou studentů slavistiky nebo bohemistiky.
Albert Pražák v prvních ročnících prosadil, že se na letní škole vyučovaly i některé jiné slovanské jazyky, například lužická srbština, a odtud byl odvozen název akce. Po obnovení se koncepce změnila a jediným vyučovaným jazykem je od té doby čeština. Formálně správný název by měl tedy znít Letní škola bohemistických studií, přesto byl původní název ponechán jako zavedená značka. 
Přednášky pedagogů jsou každoročně shrnovány do Sborníku LŠSS. Letní škola se skládá z přednášek, seminářů, workshopů a doprovodného programu, který zahrnuje výlety po Česku a jeho památkách i přírodních krásách. Letní školy se lze zúčastnit jako stipendista ministerstva školství České republiky nebo Univerzity Karlovy, případně si lze kurz sám zaplatit. Účastníci bydlí na studentských kolejích. Organizátorem pražské Letní školy je nadále Filozofická fakulta Univerzity Karlovy (přesněji její Ústav bohemistických studií), ale řada českých univerzit pořádá stejnou akci pod stejnou značkou, takže například v roce 2024 se konalo 6 letních škol v šesti různých městech: krom Prahy to byly Poděbrady (pořadatel: Ústav jazykové a odborné přípravy Univerzity Karlovy), Plzeň (Ústav jazykové přípravy Západočeské univerzity), Brno (Filozofická fakulta Masarykovy univerzity), Olomouc (Filozofická fakulta Univerzity Palackého) a České Budějovice (Filozofická fakulta Jihočeské univerzity).